# Veicolo sottomarino senza equipaggio

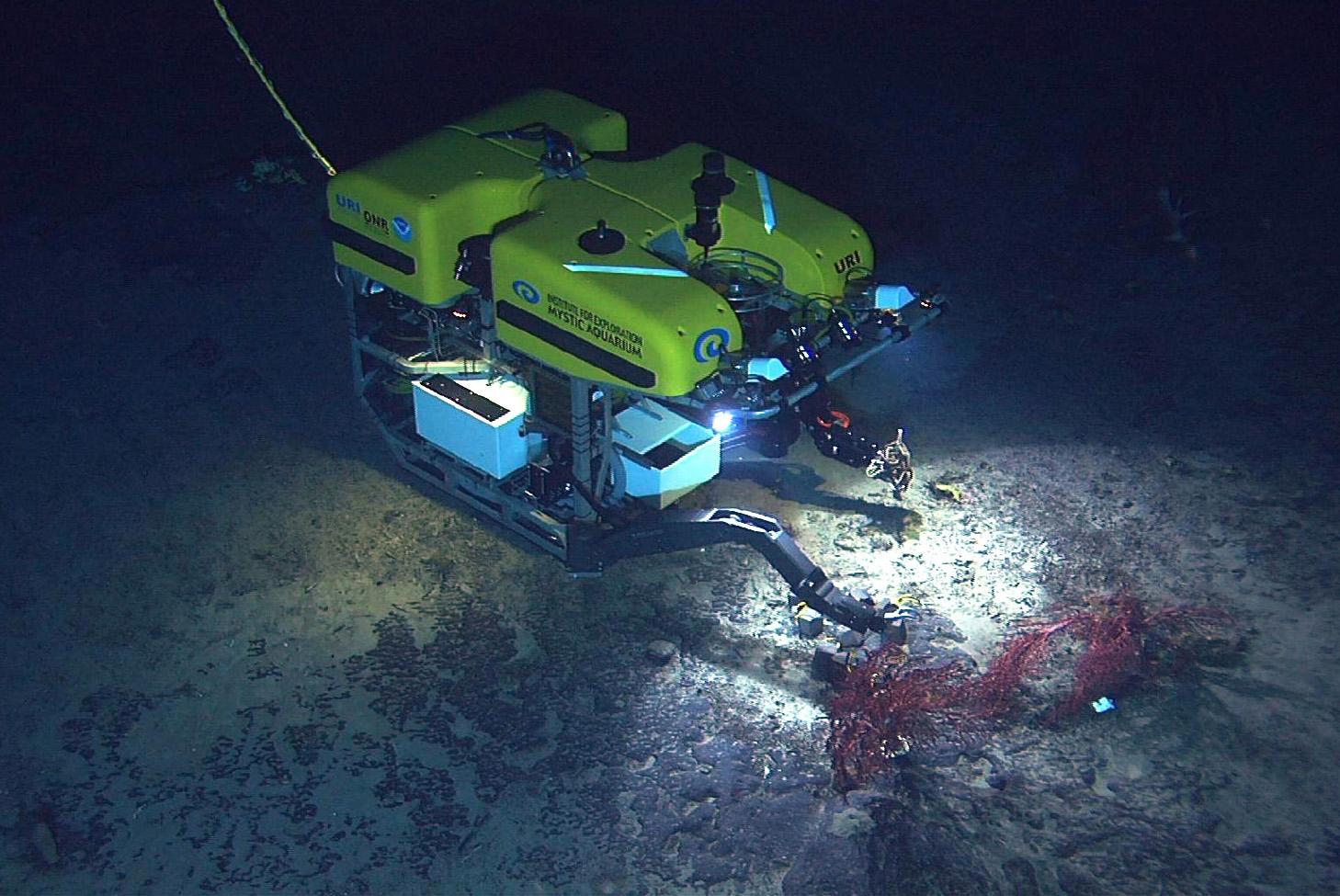
Un ROUV in missione sul fondo del mare in una foto del 2010

Un veicolo sottomarino senza equipaggio, indicato anche con l'espressione in lingua inglese di unmanned underwater vehicle o uncrewed underwater vehicle (in sigla UUV) e colloquialmente come drone sottomarino o drone subacqueo, è un particolare tipo di sottomarino capace di operare in acqua senza l'ausilio di un equipaggio umano a bordo che lo manovri. Questi veicoli possono essere divisi in due grandi categorie: i sottomarini a comando remoto (remotely operated underwater vehicle o ROUV), guidati da un pilota umano collocato altrove tramite dispositivi di comando da remoto, e i sottomarini autonomi (autonomous underwater vehicle o AUV), capaci di operare in maniera autonoma dai comandi di un essere umano.

## Classificazione

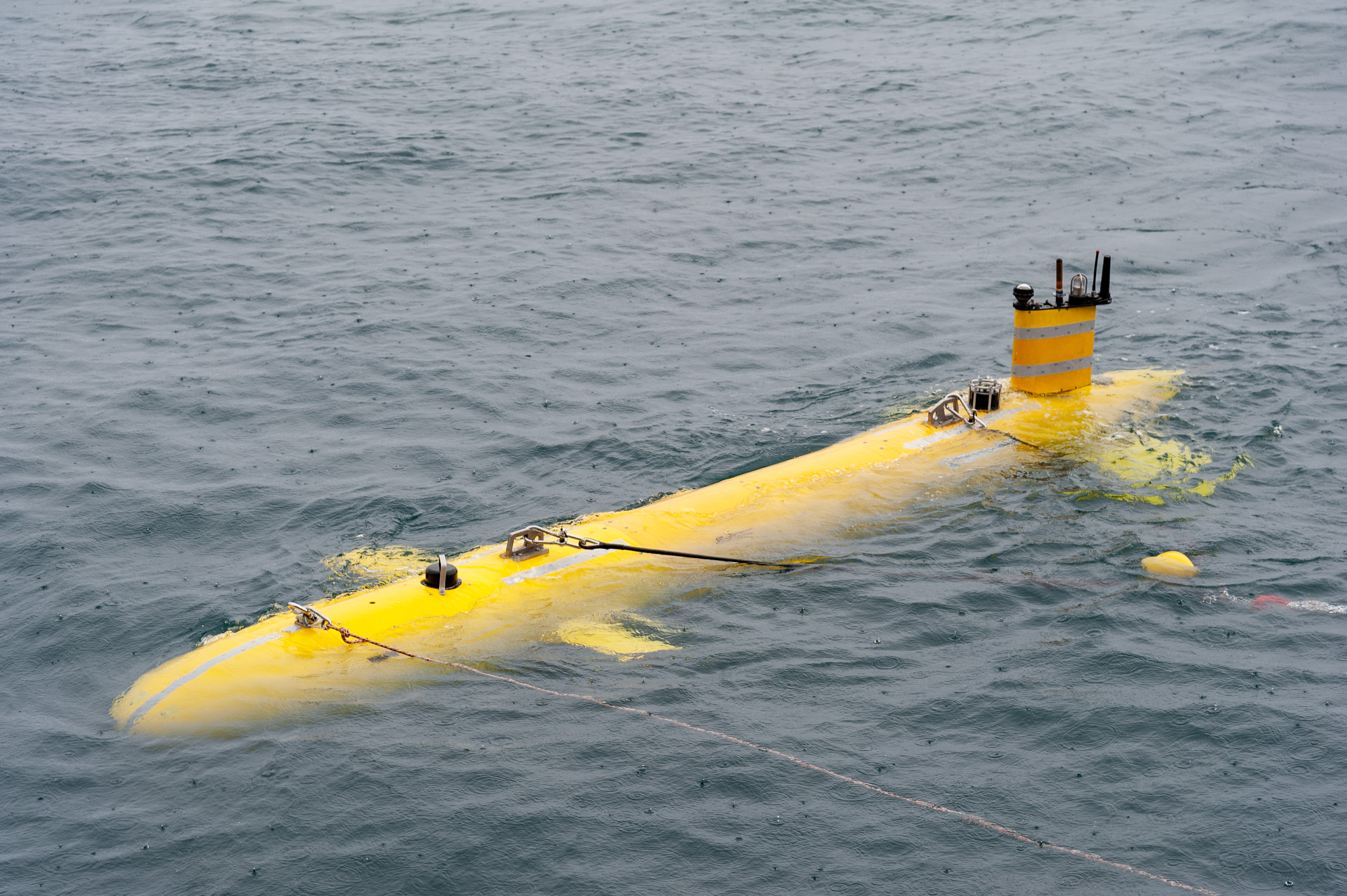
Un AUV tipo MARUM-SEAL appena calato in acqua

### Sottomarini a comando remoto
I sottomarini a comando remoto o ROUV sono un tipo particolare di veicoli sottomarini senza equipaggio il cui scopo principale è quello di sostituire gli esseri umani nelle attività subacquee, evitando loro i pericoli dati dalle difficili condizioni di tale ambienti. Progettati principalmente per svolgere missioni scientifiche o industriali, sono controllati manualmente da un operatore per eseguire compiti che includono sorveglianza e pattugliamento; la struttura dei ROUV gli impedisce di operare in modo autonomo. Oltre a una fotocamera, attuatori e sensori, i ROUV spesso includono una "pinza" o un sistema con cui afferrare oggetti all'esterno del mezzo: l'uso di tale congegno potrebbe alterare la distribuzione del peso del veicolo, rendendo necessaria l'assistenza manuale di un pilota umano in ogni momento. A volte i ROUV richiedono la presenza di un pilota umano a causa dell'importanza del compito svolto: la United States Navy ha sviluppato un veicolo di salvataggio subacqueo a comando remoto (Submarine Rescue Diving Recompression System o SRDRS) in grado di recuperare fino a 16 persone alla volta da una profondità massima di 2000 piedi sott'acqua; un veicolo così grande con il ruolo primario di salvare vite umane richiede la presenza di uno o più operatori durante il suo impiego.

### Sottomarini autonomi
I sottomarini autonomi o AUV sono definibili come veicoli subacquei in grado di operare senza l'intervento di un operatore umano. Il peso di tali mezzi può variare da pochi chilogrammi fino a diverse migliaia di chilogrammi. Il primo AUV, lo Special Purpose Underwater Research Vehicle (SPURV), venne creato nel 1957 dall'Applied Ph Laboratory dell'Università di Washington con lo scopo di effettuare ricerche scientifiche nelle acque artiche; all'inizio degli anni 2000 esistevano ormai 10 diverse tipologie di AUV, tra cui mezzi con propulsione a vite, alianti subacquei e mezzi bionici. I primi modelli utilizzavano propulsori a elica, mentre i modelli più recenti utilizzano un controllo automatico dell'assetto. Se il primo modello, lo SPURV, pesava 484 chilogrammi, arrivava a 3650 metri di profondità e poteva operare continuativamente per circa cinque ore e mezzo, uno dei mezzi più recenti, il Deepgilder, pesa 62 chilogrammi, può raggiungere una profondità di 6000 metri e percorrere una distanza di 8500 chilometri.

## Storia
Il primo congegno a essere classificato come veicolo sottomarino senza equipaggio fu lo Special Purpose Underwater Research Vehicle (SPURV) dell'Università di Washington, creato nel 1957 e impiegato per raccogliere dati oceanografici fino al 1979 quando venne rimpiazzato dallo SPURV II, capace di migliori prestazioni di movimento e migliori capacità di rilevamento. Nel frattempo, i ricercatori dell'Autonomous and Control Processes Institute si iniziarono a interessare agli sviluppi degli AUV, portando all'immissione in servizio dei veicoli senza equipaggio L1 e L2 nel 1974, impiegati come prototipi per lo sviluppo della tecnologia degli AUV e come mezzi per la ricerca cartografica oceanica.
Ricerche nel campo dei ROUV portarono invece nel 1983 allo sviluppo dell'Autonomous and Remote controlled submarine (ARCS) da parte della ditta ISE ltd. in collaborazione con la International Submarine Engineering. L'ARCS era un veicolo a controllo remoto, dotato di un processore Motorola a 32 bit, e servì fin dalla sua prima immersione nel 1987 come piattaforma per test, migliorando progressivamente la durata della batteria, i sistemi di navigazione e di comunicazione. Nel 1987 invece l'Istituto russo per i problemi della tecnologia marina introdusse il primo veicolo sottomarino autonomo solare (SAUV): l'alimentazione del mezzo tramite pannelli solari consentì missioni più lunghe, con la possibilità di utilizzare funzionalità come GPS e carichi utili elevati più frequentemente grazie alla facilità di ricarica. I progressi in merito alla durata delle batterie consentirono invece la creazione di "alianti subacquei" nel 1995, capaci di immersioni a lungo termine della durata di settimane o addirittura mesi alla volta.
All'inizio degli anni 2000 i veicoli sottomarini senza equipaggio iniziarono a essere presi in considerazione non solo come strumenti per test ma anche come mezzi per un'ampia gamma di missioni subacquee, con conseguente aumento a livello internazionale degli utenti interessati a essi. Ciò portò a un aumento dei finanziamenti per lo sviluppo della tecnologia, nonché a una domanda di veicoli sottomarini senza equipaggio al di fuori delle agenzie statali, espandendo l'uso di tali mezzi anche in ambiti industriali e commerciali.